# The Game (película de 1997)
The Game (El juego) es una película estadounidense de suspenso y misterio de 1997, dirigida por David Fincher e interpretada por Michael Douglas y Sean Penn en los papeles principales y producida por Propaganda Films y PolyGram Filmed Entertainment.
Cuenta la historia de un banquero rico que recibe un misterioso regalo: participar en un juego que se integra de forma extraña en su vida cotidiana. A medida que las líneas entre la vida real del banquero y el juego se vuelven más inciertas, se hacen evidentes los indicios de una gran conspiración.

## Argumento
Nicholas Van Orton es un adinerado banquero de inversiones de actitud prepotente y desagradable, está separado de su exesposa y tiene una mala relación con su hermano mayor, Conrad. Aunque no lo demuestra ni reconoce, está atormentado por haber visto a su padre suicidarse en su cumpleaños número 48 saltando desde el techo de la mansión. Para su propio 48° cumpleaños, Conrad le ofrece un obsequio inusual: un vale para un juego ofrecido por una compañía llamada Consumer Recreation Services (CRS) que Conrad promete que cambiará su vida, aunque se niega revelar detalles sobre lo que se trata.
Nicholas tiene dudas sobre CRS, pero conoce a otros banqueros a los que oye mencionar cuánto disfrutaron del juego; sin embargo, al intentar preguntarles al respecto, los hombres se muestran aún más misteriosos que su hermano respecto a la naturaleza del evento, por lo que decide ir a las oficinas de CRS para presentar una solicitud; allí, lo atiende Jim Feingold, un empleado que le aplica una larga y lenta serie de exámenes psicológicos y físicos para informarle, posteriormente, que su solicitud ha sido rechazada. 
Esa noche, al llegar a su casa, encuentra un muñeco con aspecto de payaso de tamaño real tirado en la misma posición y lugar en que el cuerpo de su padre fue encontrado; al encender la televisión el presentador de noticias le habla directamente explicando que el juego ha iniciado, que lo están monitoreando constantemente y que debe estar atento a recibir instrucciones en cualquier momento, sin embargo, nuevamente evitan darle cualquier explicación clara respecto al juego.
Al día siguiente, mientras está en una cafetería, es atendido por una camarera llamada Christine y cuando esta se retira, él recibe un mensaje señalando que debe seguirla; esa noche juntos acaban viviendo algunas peripecias extrañas como salir de un ascensor averiado o huir de guardias de seguridad, lo que acaba cuando finalmente logra acompañar a la mujer hasta su casa. Por primera vez en mucho tiempo Nicholas se siente atraído por alguien.
El juego pone a Nicholas en situaciones cada vez más peligrosas que lo privan de todas las cosas que ha dado por sentado en su vida hasta ahora, y lo llevan a sospechar que se trata de una conspiración a gran escala. Un día encuentra su casa está registrada y desordenada, posteriormente descubre una suite de hotel está reservada a su nombre donde alguien ha plantado drogas y fotos comprometedoras que lo acusan de cosas que no hecho. Al tomar un taxi de noche se descubre encerrado y a merced del conductor, quien lo lleva con rumbo desconocido y solo puede salvarse en el último segundo saltando fuera. 
Pronto, Nicholas comienza a creer que su negocio, reputación, finanzas y seguridad están en riesgo pero cuando contacta a la policía, encuentran las oficinas de CRS abandonadas. Finalmente, Conrad aparece histérico en la casa de Nicholas y se disculpa, alegando que ha sido atacado por CRS; según le explica, se trata de una organización que persigue y acosa a sus objetivos para despojarlos de todo lo que tienen y la única forma en que una víctima logra que lo dejen en paz es entregándoles a otra persona que a sus ojos sea un objetivo más valioso, razón por la que lo invitó al juego, sin embargo, no han parado de acosarlo. Nicholas intenta planear algo en conjunto con su hermano, pero cuando Conrad descubre en el auto de Nicholas muchas llaves con el logo de CRS lo acusa de trabajar con ellos y escapa.
Sin nadie a quien acudir, Nicholas se presenta donde Christine y tras confrontarla ella confiesa ser empleada de CRS, que el apartamento es falso y los están vigilando. Nicholas ataca una cámara y el personal armado de CRS aparece y les dispara por lo que deben escapar. Una vez ocultos en la verdadera casa de Christine, ella le explica que CRS utilizó las pruebas psicológicas que le hizo el primer día para deducir sus contraseñas y ha vaciado sus cuentas bancarias. En pánico, Nicholas llama a su banco, da su código de verificación y le dicen que su saldo es cero. Mientras descansa en la sala, descubre que los retratos son de utilería y la casa es otro escenario armado, Christine le explica que hasta ese momento todo era un montaje para orillarlo a llamar desde el teléfono falso de la casa y obtener su código bancario de verificación. Antes de poder reaccionar, se desmaya debido a las drogas que la mujer secretamente puso en el café que le sirvió.
Nicolás despierta sepultado vivo en un cementerio de México y aunque intenta recurrir a las autoridades, estos no creen su historia ni le ayudan a regresar, por lo que se ve obligado a vender su reloj de oro, recuerdo de su padre, y tragarse su orgullo para pedir humildemente en un restaurante de carretera ayuda a los clientes para regresar a los EE. UU. Una vez en la ciudad, encuentra su mansión embargada y la mayoría de sus posesiones requisadas; también se entera de que Conrad ha sido internado en una institución mental tras, convenientemente, haber sufrido un ataque de nervios. 
Tras escabullirse en su mansión recupera un arma oculta en un compartimento secreto y busca la ayuda de su exesposa. Mientras habla con ella y se disculpa por su negligencia demostrada hacia ella antes y después de su matrimonio, descubre que Jim Feingold, es un actor que trabaja en anuncios de televisión. Tras localizarlo, lo obliga a llevarlo a la verdadera oficina de CRS; una vez allí, reduce a un guardia, toma a Christine como rehén y se atrinchera en la azotea exigiendo ver al jefe de CRS mientras los guardias intentan atravesar la puerta y él se prepara para acribillarlos cuando crucen. 
Christine se aterra cuando se da cuenta de que Nicholas lleva su propia arma, por lo que comienza a llamar por una radio oculta pidiendo abortar mientras intenta convencerlo de que sus finanzas están intactas ya que todo se trata de una broma de cumpleaños planeada por su hermano. Christine le dice que CRS ignoraba que Nicholas poseía un arma propia y suponían que al entrar reduciría un guardia y le quitaría el arma, por lo que todos usaban imitaciones de salva, ya que el remate de la broma es que al caer la puerta su hermano entraría para desearle feliz cumpleaños, pero Nicholas tras tantos engaños se niega a creerle y dispara en cuanto la puerta cede. La bala alcanza a Conrad en el estómago, quien fue el primero en salir por la puerta con una botella de champán en un estado de celebración. Conrad se derrumba y muere ante el terror de los empleados de CRS. 
La consternación por lo sucedido lleva a Nicholas al límite y, devastado, salta desde el techo pero aterriza en un colchón de aire gigante colocado en un salón de fiestas ubicado junto al edificio donde están todos sus conocidos. Allí es recibido por personal de CRS y por Conrad, que está vivo ya que todo había sido escenificado para provocar una catarsis a Nicholas. Conrad le dice que este es su regalo de cumpleaños ya que no podía seguir viendo como su hermano se volvía cada día una peor persona, por lo que decidió contratar a CRS, que es realmente una organización que se dedica crear situaciones que propicien tales cambios en la gente y planearon todo para ayudar a Nicholas a convertirse en una mejor persona y abrazar la vida. 
Tras la fiesta de cumpleaños el personal de CRS se despide y retira, sin embargo Nicholas se arma de valor e invita a Christine a salir, cosa que ella debe rechazar ya que debe presentarse de inmediato a otro juego en Australia. Aun así se muestra también atraída por él, por lo que le aclara que su verdadero nombre es Claire y lo invita a tomar juntos un café en el aeropuerto.

## Producción
Estrenada el 12 de septiembre de 1997, la película fue rodada principalmente en la ciudad de San Francisco y algunos retoques en los estudios de Hollywood. Hay escenas rodadas en el Hotel Nikko y en los jardines de la mansión Filoli. Además la secuencia en que Douglas es abandonado en México fue rodada realmente en ese país, específicamente en Mexicali, B.C.

## Reparto
- Michael Douglas - Nicholas Van Orton
- Sean Penn -  Conrad Van Orton
- Deborah Kara Unger - Christine
- James Rebhorn - Jim Feingold
- Peter Donat - Samuel Sutherland
- Carroll Baker - Ilsa
- Anna Katerina - Elizabeth
- Armin Mueller-Stahl - Anson Baer
- Charles Martinet - Nicholas (padre)
- Scott Hunter McGuire - Nicholas (joven)
- Florentine Mocanu - Madre de Nicholas
- Elizabeth Dennehy - Maria
- Caroline Barclay - Maggie
- Tommy Flanagan - Conductor